# Leonid Iwanowitsch Fjodorow
Leonid Iwanowitsch Fjodorow MSU (russisch Леонид Иванович Фёдоров; * 4. November 1879 in Sankt Petersburg; † 7. März 1935 in Wjatka) war ein Ordenspriester des Studitenordens und Exarch der Russischen Griechisch-katholischen Kirche.

## Leben
Der in eine russisch-orthodoxe Familie hinein geborener Fjodorow konvertierte 1902 zum Katholizismus und versuchte, das römisch-katholische Christentum in Russland zu verbreiten. Er studierte in Italien und wurde dort zum Priester geweiht. Nach Ausbruch des Krieges 1914 wurde Fjodorow nach Tobolsk, Sibirien deportiert. Nach der Februarrevolution 1917 kehrte er zurück; nach der Machtergreifung durch Bolschewiki im Oktober 1917 gerieten Fjodorow und das römisch-katholische Christentum in Russland in erhebliche Schwierigkeiten. Die Bolschewiken schlossen alle katholischen Kirchen in Russland. 1923 wurde Fjodorow in ein Gulag-Straflager am Weißen Meer deportiert, das er nach zehn Jahren Haft verließ. Danach begab er sich ins Exil nach Belarus, kehrte aber bald wieder nach Russland zurück. 1935 starb er an den Folgen der beschwerlichen Haft. Am 27. Juni 2001 wurde Fjodorow von Papst Johannes Paul II. seliggesprochen.